# ドラッグイレブン
株式会社ドラッグイレブン（英: DRUG ELEVEN CO.,LTD.）は、九州・沖縄各県においてドラッグストアチェーンを運営する企業で、ツルハホールディングスの完全子会社である。

## 概要
ドラッグストアおよび調剤薬局を展開する。一部店舗にはヘアサロンまたはエステサロンを併設している。
1999年8月にジャスコ（現・イオン）及びツルハと業務提携し、イオン・ウエルシア・ストアーズ（現在のハピコム）に参加したが、2003年に会計書類の不備が見つかり、イオン・ウエルシア・ストアーズより脱会。修正した会計書類によると、有利子負債の増加とあいまって多額の損失を計上し、債務超過に陥った。
2003年9月に投資ファンドのユニゾン・キャピタルが当社に資本参加。高付加価値商品戦略の実行、低コストオペレーションの導入、組織再編による事業効率の改善を行い、再建を果たす。2005年に持株会社制に移行。2006年4月より持株会社であるドラッグイレブンホールディングス（株）がポラリス・プリンシパル・ファイナンス（みずほ証券とDIAMアセットマネジメントの共同出資による投資ファンド）の傘下となるが、2007年4月27日にJR九州がポラリス保有の全株式を取得することを発表し、同年5月にJR九州の傘下に入った。
また、2008年10月にはココカラファイン ホールディングス（現：ココカラファイングループ）傘下のセガミメディクス（現・ココカラファインヘルスケア）と業務提携した。これにより、WINグループに属することとなる。
2012年7月、JR九州ドラッグイレブン株式会社へ商号変更。
2020年4月30日、JR九州が保有しているJR九州ドラッグイレブンの株式の過半数（議決権割合51%）を2020年5月28日付でツルハホールディングス（ツルハHD）に有償譲渡する契約を締結し、ツルハHDの連結子会社化することを発表した。これによりツルハグループ、ハピコムメンバーに17年ぶりに復帰する一方で、JR九州の連結対象からは外れ、持分法適用関連会社となる。グループ入りに伴い、プライベートブランドがWINグループ製品から「くらしリズム」へ切り替えられた。
2021年5月、現社名の株式会社ドラッグイレブンへ商号変更。
2017年7月、京橋店を開店して東京都へ進出。中央区や大田区、町田市などに店舗を展開していたが、2022年3月15日に最後まで営業していた京橋店とT-CAT店を閉店し、東京都から撤退。さらに、同年4月20日に稗田店も閉店したことで山口県からも撤退した。
2023年5月、JR九州が保有していた当社株式（49%）のうち、30日に100万株を当社へ、翌日の31日に残りの株式全てをツルハホールディングスへ順次譲渡。これにより、JR九州の持分法適用関連会社から除外されると同時に、ツルハホールディングスの完全子会社となった。

### 電子マネー・ポイントカード
交通系ICカード「SUGOCA」は電子マネーとして全店舗で利用可能。
2011年7月からカルチュア・コンビニエンス・クラブが主宰するTポイントに加入しており、ドラッグストア業界としては初の加入であった
2021年9月をもってTポイントを終了し、翌10月からはツルハグループ共通で導入されている楽天ポイント（楽天ペイメント）へ切り替えた。同時に自社ポイントサービスも復活し、ツルハが発行する「ツルハドラッグポイントカード」に準じて、年間の購入金額に応じてポイント倍率が変動する「会員ランクアップ制度」が導入され、杏林堂スーパードラッグストアを除く全国のツルハグループ店舗でも利用が可能となる。
ただし、ファミリーマート併設業態の「ファミリーマートドラッグイレブン」はファミリーマートのPOSシステムを導入している都合上、ドラッグイレブンポイントカードの対象外となり、引き続きTポイントの利用が可能である。また、楽天ポイントについては先行して2019年11月26日より利用可能となっている。

## 店舗数

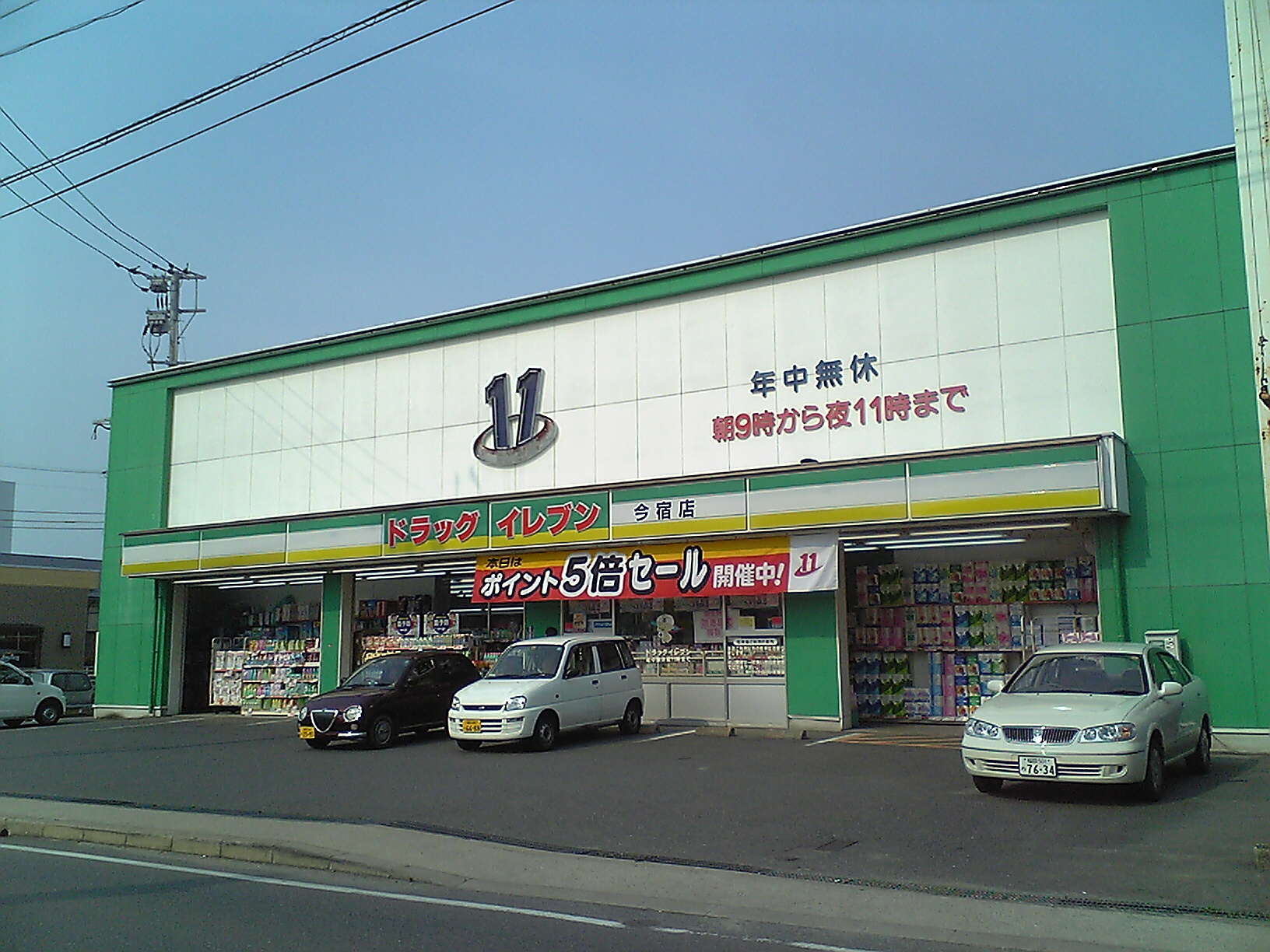
ドラッグイレブン今宿店
（福岡市西区）
2014年時点で移転のため閉店。店舗は解体されワークマンプラスの建物が建設された。

出店店舗全店の一覧・詳細情報は、公式サイト「店舗情報」を参照。
2023年10月現在。
- ドラッグストア：171店舗（うち、調剤薬局併設型ドラッグストア19店舗、ファミリーマート併設店舗6店舗)
  - 福岡県：58店舗（うち、調剤薬局併設型ドラッグストア7店舗、ファミリーマート併設店舗4店舗）
  - 佐賀県：2店舗（うち、調剤薬局併設型ドラッグストア1店舗）
  - 長崎県：4店舗（うち、調剤薬局併設型ドラッグストア1店舗）
  - 熊本県：10店舗（うち、調剤併設型ドラッグストア1店舗、ファミリーマート併設店舗1店舗）
  - 大分県：7店舗
  - 宮崎県：11店舗
  - 鹿児島県：40店舗（うち、調剤薬局併設型ドラッグストア4店舗、ファミリーマート併設店舗1店舗）
  - 沖縄県：39店舗（うち、調剤薬局併設型ドラッグストア5店舗）
- 調剤薬局：10店舗
  - 福岡県：6店舗
  - 佐賀県：2店舗
  - 熊本県：1店舗
  - 大分県：1店舗

## 沿革
- 1989年（平成元年）
  - 6月1日 - 「有限会社ワイ・エス・ケイ」を設立。
  - 8月 - 鹿児島県に第1号店オープン。
- 1993年（平成5年）12月 - 宮崎県に進出。
- 1994年（平成6年）10月 - 株式会社に改組し、「ドラッグイレブン」に改称。
- 1995年（平成7年）10月 - 福岡県に進出。
- 1997年（平成9年）5月 - 熊本県に進出。調剤薬局の展開を開始。
- 1998年（平成10年）12月 - 都市型店舗の展開を開始。
- 1999年（平成11年）8月3日 - ジャスコ株式会社（現・イオン株式会社）、株式会社ツルハと業務提携を結び、当社に資本参加する（後のイオン・ウエルシア・ストアーズを形成）。
- 2000年（平成12年）12月 - 沖縄県に進出。
- 2001年（平成13年）
  - 1月 - ヘアカラー事業「ヘアカラーイレブン」を開始。
  - 6月 - 長崎県に進出。
  - 7月 - 大分県に進出。
- 2002年（平成14年）
  - 6月 - 佐賀県に進出。本社を現住所（福岡県大野城市）に移転。
  - 12月 - 大型店舗「サザンウィンド」の展開を開始。
- 2003年（平成15年）
  - 6月30日 - 商品在庫明細と異なる在庫金額を計上した会計書類を会計監査人に提出していたことが判明。イオンとツルハが当社との業務・資本提携を解消し、「イオン・ウエルシア・ストアーズ」から脱会。
  - 9月 - ユニゾン・キャピタルが当社に資本参加。
- 2004年（平成16年）2月10日 - マツモトキヨシと業務提携。
- 2005年（平成17年） - 株式会社ドラッグイレブンホールディングスを設立、持株会社制に移行。
- 2006年（平成18年）4月 - ユニゾン・キャピタルが持株会社の株式をポラリス・プリンシパル・ファイナンスへ譲渡。同社の傘下に入る。
- 2007年（平成19年）5月 - JR九州がポラリス・プリンシパル・ファイナンスより持株会社の株式を取得し、同社の傘下に入る。
- 2008年（平成20年）
  - 3月14日 - マツモトキヨシ（契約上の地位の一部は2008年1月の会社分割により、親会社のマツモトキヨシホールディングス(現:マツキヨココカラ&カンパニー)に継承）との業務提携を解消。
  - 8月29日 - ココカラファイン傘下のセガミメディクス（現・ココカラファインヘルスケア）と業務提携基本契約書を締結。
  - 10月 - セガミメディクスの卸業務を経由した商品仕入れを開始。
- 2009年（平成21年）5月1日 - PET/CT検査紹介業務を開始。
- 2011年（平成23年）
  - 6月30日 - 独自ポイントカードシステム「パピーカード」の発行を終了。
  - 7月1日 - ドラッグストア業界で初のTポイント導入開始。
  - 9月30日 - ポイント利用を含めたパピーカードの全サービスを終了。
- 2012年（平成24年）
  - 7月 - 社名を「JR九州ドラッグイレブン株式会社」に変更。
  - 12月1日 - ドラッグイレブン全店舗（調剤薬局の一部店舗を除く）にてSUGOCA電子マネーに対応[16]。
- 2017年（平成29年）
  - 2月22日 - 「兄弟会社」JR九州リテールとの共同運営店舗（ファミリーマート）として北方店をリニューアルオープン[注釈 1]。
  - 2月28日 - 12店舗に併設して運営していたエステティックサロン「ディナクリストクラブ」を全部閉店[17]。
  - 7月11日 - 東京都に進出。地下鉄銀座線京橋駅4番出口付近に首都圏第1号となる京橋店がオープン。
- 2020年（令和2年）
  - 5月28日 - 株式の一部（議決権割合の51%）がツルハホールディングスへ譲渡されたことに伴い、ツルハグループの一員となる[7][8]。
- 2021年（令和3年）
  - 5月16日 - 社名を現在の「株式会社ドラッグイレブン」に変更[9][10]。
  - 9月30日 - Tポイントのサービスを終了[13]。
  - 10月1日 -  独自のポイントカードシステムを復活。「楽天ポイントカード」を導入し、「ツルハグループ楽天ポイントカード」の発行を開始（当日より順次利用開始）[13][14][注釈 2]。
- 2022年（令和4年）
  - 3月15日 - 京橋店・T-CAT店の閉店に伴い、東京都から撤退。
  - 4月20日 - 稗田店の閉店に伴い、山口県から撤退（同県内においては、グループ会社のツルハグループドラッグ&ファーマシー西日本が運営する「ウォンツ」が担う）。
- 2023年（令和5年）5月31日 - JR九州が保有していた株式全て（議決権割合の49%）をツルハホールディングスへ譲渡されたことに伴い、ツルハホールディングスの完全子会社となる[11]。